# Trakinie
Trakinie, Trakiany (lit. Trakiniai) – wieś na Litwie, w okręgu mariampolskim, w rejonie szakowskim.